# Operação Chahar
A Operação Chahar (em japonês: チャハル作戦), conhecida em chinês como a Campanha de Nankou (chinês tradicional: 南口戰役, pinyin: Nankou Zhanyi), ocorreu em agosto de 1937, após a Batalha de Beiping-Tianjin no início da Segunda Guerra Sino-Japonesa.
Este foi o segundo ataque do Exército de Kwantung e do Exército da Mongólia Interior do Príncipe Demchugdongrub à Mongólia Interior após o fracasso da Campanha de Suiyuan. A Força Expedicionária de Chahar estava sob comando direto do General Hideki Tōjō, chefe do Estado-Maior do Exército de Kwantung. Uma segunda força da Guarnição Ferroviária de Beiping, posteriormente o 1º Exército sob o comando do General Kiyoshi Katsuki, também esteve envolvida.

## Ordem de batalha japonesa
As forças chinesas que se opuseram a esta invasão de Suiyuan eram o Quartel-General de Pacificação de Suiyuan sob o comando do General Yan Xishan. Fu Zuoyi, o governador de Suiyuan, foi nomeado comandante do 7º Grupo de Exército, e Liu Ruming, governador de Chahar, foi nomeado seu comandante adjunto, defendendo Chahar com a 143ª Divisão e duas Brigadas. O General Tang Enbo foi enviado por Chiang Kai-shek com os 13º e 17º Exércitos do Exército Central e foi nomeado Comandante-em-Chefe da Linha de Frente. O 1º Exército de Cavalaria foi enviado para Chahar sob o comando de Zhao Chengshou, enfrentando as forças mongóis de Demchugdongrub.

## Ordem de batalha chinesa
Após a perda de Beiping, o 13º Exército de Tang Enbo (4ª e 89ª Divisões) assumiu posições em profundidade ao longo da Ferrovia Pequim–Suiyuan em Nankou, e mais para a retaguarda em Juyongguan (Passo de Juyong). O 17º Exército de Gao posicionou sua 84ª Divisão em Chicheng, Yanqing, e Longguan, cobrindo o flanco do 13º Exército contra as forças japonesas em Chahar. A 21ª Divisão foi implantada em Huailai, na ferrovia à retaguarda das forças de Tang. O 1º Exército de Cavalaria de Zhao Chengshou, a 143ª Divisão de Liu Ruming e duas Brigadas de Preservação da Paz iniciaram um ataque às forças mongóis no norte de Chahar.

## Batalhas ao redor de Nankou
Em 8 de agosto, a 11ª Brigada Mista Independente japonesa, comandada pelo General Shigiyasu Suzuki, iniciou seu ataque ao flanco esquerdo da posição do 13º Corpo em Nankou, mas foi frustrada após três dias devido ao terreno difícil e à resistência obstinada dos chineses. Um novo ataque em 11 de agosto, apoiado por tanques e aeronaves, tomou a Estação de Nankou, após o que a brigada do General Suzuki avançou sobre o Passo de Juyong.
Nesse mesmo dia, Chiang Kai-shek ordenou a ativação do 14º Grupo de Exército (10ª, 83ª e 85ª Divisões) sob o General Wei Lihuang. Vindo de trem de Yingjiazhuang para o Condado de Yi, elementos do 14º Grupo de Exército foram enviados para uma marcha de dez dias através das planícies a oeste de Beiping em um movimento de flanqueamento em apoio às forças de Tang Enbo. A 1ª Região do Exército Chinês realizou ataques às forças japonesas em Liangxiang e Chaili para distraí-las, e enviou um destacamento para o Passo de Heilung para cobrir o avanço do 14º Grupo de Exército. De acordo com as datas em um mapa japonês da batalha, essas forças não chegaram à área até setembro, quando já era tarde demais, e entraram em confronto com as forças japonesas de 9 a 17 de setembro sem alcançar seu objetivo.
Em 12 de agosto, o exército de Tang Enbo contra-atacou, cercando os japoneses e cortando-os de seus suprimentos e comunicações. Em 14 de agosto, a 5ª Divisão de Seishirō Itagaki foi enviada para socorrer a 11ª Brigada Mista Independente em Juyongguan.
Em 16 de agosto, Itagaki chegou a Nankou e iniciou um ataque envolvente no flanco direito do 13º Exército, fazendo um ataque de cinco pontas em Huanglaoyuan. A 7ª Brigada da 4ª Divisão sob Shi Jue foi movida para bloquear esta manobra, e reforços da 21ª Divisão de Li Xianzhou e da 94ª Divisão de Zhu Huaibing foram trazidos, envolvendo-se em dias de combates pesados. Em 17 de agosto, o General Yan Xishan, Diretor do Quartel-General de Pacificação de Taiyuan, ordenou que o 7º Grupo de Exército, sob Fu Zuoyi, movesse sua 72ª Divisão e três brigadas por ferrovia de Datong para Huailai para reforçar as forças de Tang Enbo.

## Batalha da Grande Muralha
Enquanto isso, no norte de Chahar, o 1º Exército de Cavalaria chinês capturou Shangdu, Nanhaozhan, Shangyi e Huade do Exército Mongol fantoche de Demchugdongrub. Elementos da 143ª Divisão tomaram Zhongli, enquanto sua força principal chegou a Zhangbei. Durante este avanço chinês, a Força Expedicionária Chahar japonesa sob o Tenente-General Hideki Tōjō, composta pela 1ª Brigada Mista Independente mecanizada e pelas 2ª e 15ª Brigadas Mistas, reuniu-se para uma contraofensiva de Zhangbei a Kalgan.
De 18 a 19 de agosto, a Força Expedicionária Chahar contra-atacou de Zhangbei e tomou Shenweitaiko na Grande Muralha e a Barragem de Hanno. As forças chinesas dispersas e mal equipadas foram incapazes de deter os japoneses, que agora ameaçavam a Ferrovia Pequim–Suiyuan em Kalgan. Em 20 de agosto, o 7º Grupo de Exército do General Fu Zuoyi desviou suas 200ª e 211ª Brigadas, que estavam se movendo para o sul por ferrovia para se juntar às forças do General Tang Enbo, de volta para defender Kalgan. A 72ª Divisão restante de Fu chegou para reforçar Chenpien, e sua 7ª Brigada Separada foi enviada para defender o terminal ferroviário em Huailai.
Em 21 de agosto, as forças japonesas romperam as defesas nas vilas de Henglingcheng e Chenbiancheng. As forças do General Tang Enbo aguardavam reforços; mas, tendo sofrido mais de 50% de baixas, ainda defendiam Huailai, o Passo de Juyong e Yenqing. A 143ª Divisão de Liu Ruming recuou para defender Kalgan do avanço japonês.
Em 23 de agosto, enquanto a 5ª Divisão de Seishirō Itagaki avançava em direção a Huailai a partir de Chenpien contra a 7ª Brigada Separada de Ma Yenshou, elementos avançados do 14º Grupo de Exército chegaram ao flanco japonês em Chingpaikou, expulsando o posto avançado japonês e entrando em contato com as forças japonesas que avançavam para Chenpien e além da frente. No entanto, foram atrasados na travessia do Rio Yongding, e seu ataque foi adiado até que fosse tarde demais para deter o avanço japonês. Devido à má comunicação, eles também não conseguiram se unir às forças do General Tang Enbo durante a batalha. Após 8 dias e 8 noites de combate, Itagaki, em 24 de agosto, estabeleceu contato com a 2ª Brigada Mista Independente do exército de Kwantung em Xiahuayuan.

## Retirada
Em 26 de agosto, as forças do General Tang Enbo receberam ordens para romper em direção ao Rio Sangchien, enquanto as forças de Liu Ruming foram ordenadas a se retirar para o lado distante do Rio Hsiang-yang.
Em 29 de agosto, a unidade japonesa, chamada de Coluna Oui pelos chineses e Destacamento Ohizumi (大泉支隊) pelos japoneses, atacou. De acordo com Hsu Long-hsuen, esta unidade moveu-se para o sul a partir de Tushikou, e em 30 de agosto atacou Yenching via Chihcheng, mas foi repelida pelo 17º Exército chinês. A unidade moveu-se para Guyuan (沽源) em 25 de agosto e para Xuanhua (宣化) até 7 de setembro, cortando a ferrovia na retaguarda das forças de Tang e a leste das forças chinesas ao longo da Grande Muralha.
De acordo com o relato chinês, após repelir o ataque da Coluna Oui, o 17º Exército chinês retirou-se para se juntar ao resto da força de Tang Enbo no lado distante do Rio Sangchien. Kalgan caiu para os japoneses em 27 de agosto. Depois que as 200ª e 211ª Brigadas do General Fu Zuoyi fracassaram em um contra-ataque para recapturar Kalgan, as forças de Fu recuaram para o oeste para defender a ferrovia para Suiyuan em Chaikoupao. Isso encerrou a Operação Chahar.
De acordo com a revista Time, em 4 de setembro, o Governo do Sul de Chahar alinhado ao Japão foi estabelecido em Kalgan. Após a queda de Kalgan, a "completa independência" de Chahar da China foi declarada por "100 pessoas influentes", lideradas por Demchugdongrub, um mongol pró-japonês que há muito tempo era o líder do movimento "Mongólia Interior para os Mongóis Interiores". Foi Demchugdongrub, com suas levas mongóis, que ajudou os japoneses a tomar Kalgan. Demchugdongrub foi recompensado por sua colaboração com a posição mais alta neste novo estado fantoche japonês, o Governo Autônomo Unido Mongol.
Notas
- Destacamento Ohizumi (大泉支隊). Era um batalhão do 4º Regimento de Infantaria da 2ª Divisão sob o Exército de Kwantung. Porém, seu percurso é diferente do que diz o relato chinês. Moveu-se de Guyuan (沽源) para Xuanhua (宣化).[24]